# Vau i Dejës
Vau i Dejës ili Vau-Dejës, naselje i općina u sjeverozapadnom dijelu Albanije, nedaleko grada Skadra. Nalazi se u Skadarskom distriktu.
Kroz mjesto pritiče rijeka Drim, a u blizini mjesta je i hidroelektrana Vau i Dejës.
Stanovnici naselja su katolici.